# 박문정
박문정은 포항공대의 화학과 교수이다.

### 학력
2006 서울대학교 응용화학 박사
2002 서울대학교 응용화학 석사
2000 서울대학교 응용화학 학사

### 경력
2016-현재 Macromolecules (ACS) 부편집장
2015-현재 Journal of Polymer Science 편집위원
2013-현재 Journal of Applied Polymer Science 편집위원
2017-현재 한국과총 과학기술세대간 네트워크 위원회 위원장
2017-현재 한국과학기술한림원 차세대 회원
2015-2017 국제중성자학회 조직위원
2015-2016 (사)한국고분자학회 조직위원
2015-현재 (사)대한화학회 학술위원
2014-현재 (사)한국고분자학회 평의원
2012-현재 한-중-일 캠퍼스 아시아 실무위원
2011-2012 화학세계 편집위원
2010-현재 방사선 X-선 분과위원
2010-2015 POSCO Energy 자문위원
2010-현재 미국 표준과학연구소 NCNR 자문위원
2009-현재 포항공과대학교 화학과 조교수, 부교수
2006-2009 UC Berkeley, Lawrence Berkeley National Lab. 박사후 연구원

### 수상
2017 John H. Dillon Medal, American Physical Society (USA)
2016 제 20회 한림원 젊은과학자상
2016 IUPAC-한화토탈 Young Polymer Scientists Award, IUPAC Macro 2016
2015 제 15회 올해의 여성과학자상
2015 POSCO 기술상, 도전상
2013 Young Scientist Award, John Wiley & Sons-Polymer Society of Korea
2011 청암과학펠로우십, 신진교수부문
2011 Best Lectureship, POSTECH
2011 Asia Excellence Award for Young Scientists in Polymer Science, The Society of Polymer Science, Japan.
2005 Best Paper Award, 한국화학공학회
2004 Best Paper Award, International Union of Pure and Applied Chemistry (IUPAC), France